# رئین
رئین (به لاتین: Reine) یک روستا در نروژ است که در لوفوتن واقع شده‌است.

## خصوصیات
رئین ۰٫۲۹ کیلومترمربع مساحت و ۳۰۷ نفر جمعیت دارد و ۱۱ متر بالاتر از سطح دریا واقع شده‌است.

## نگارخانه

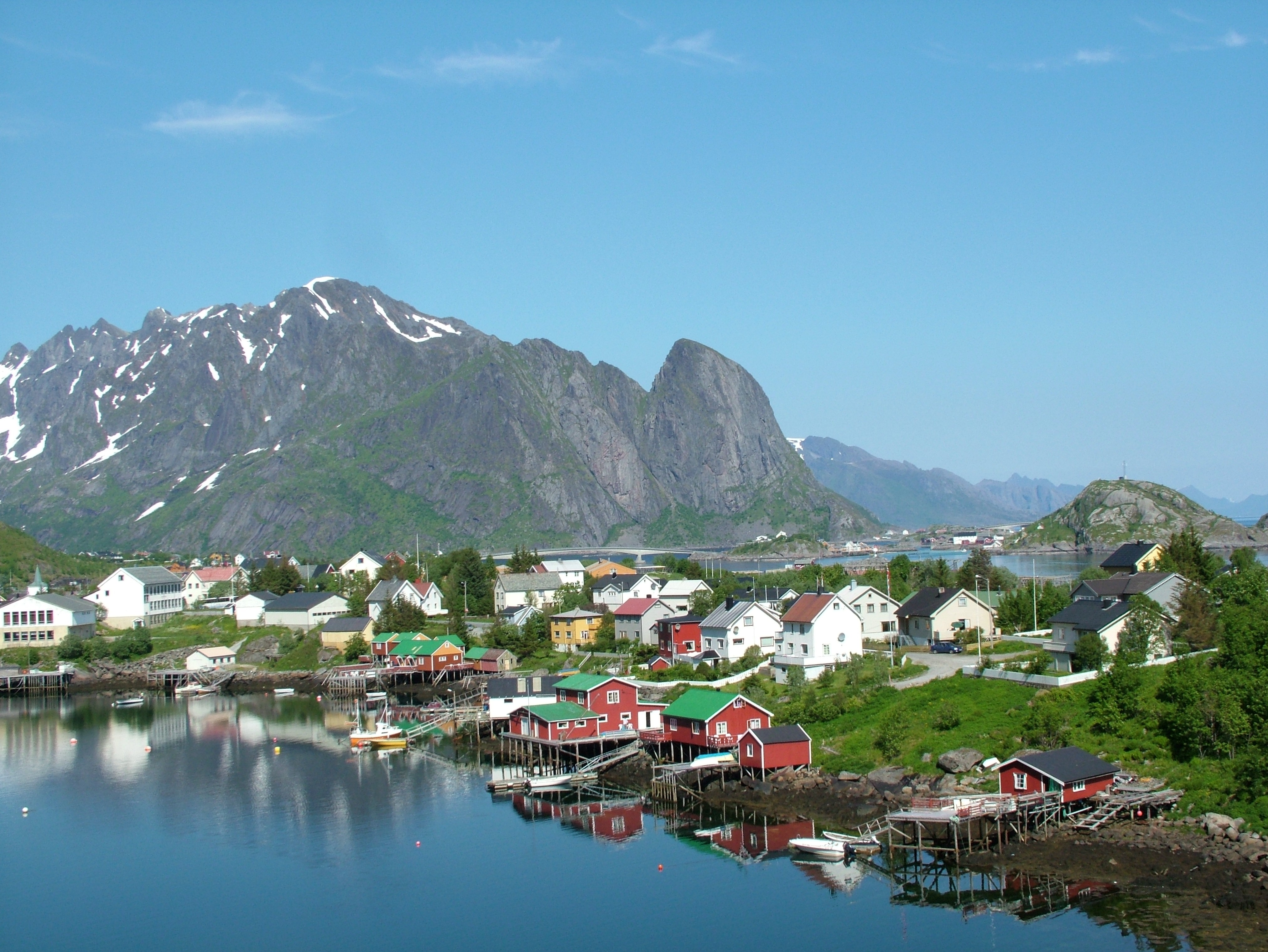
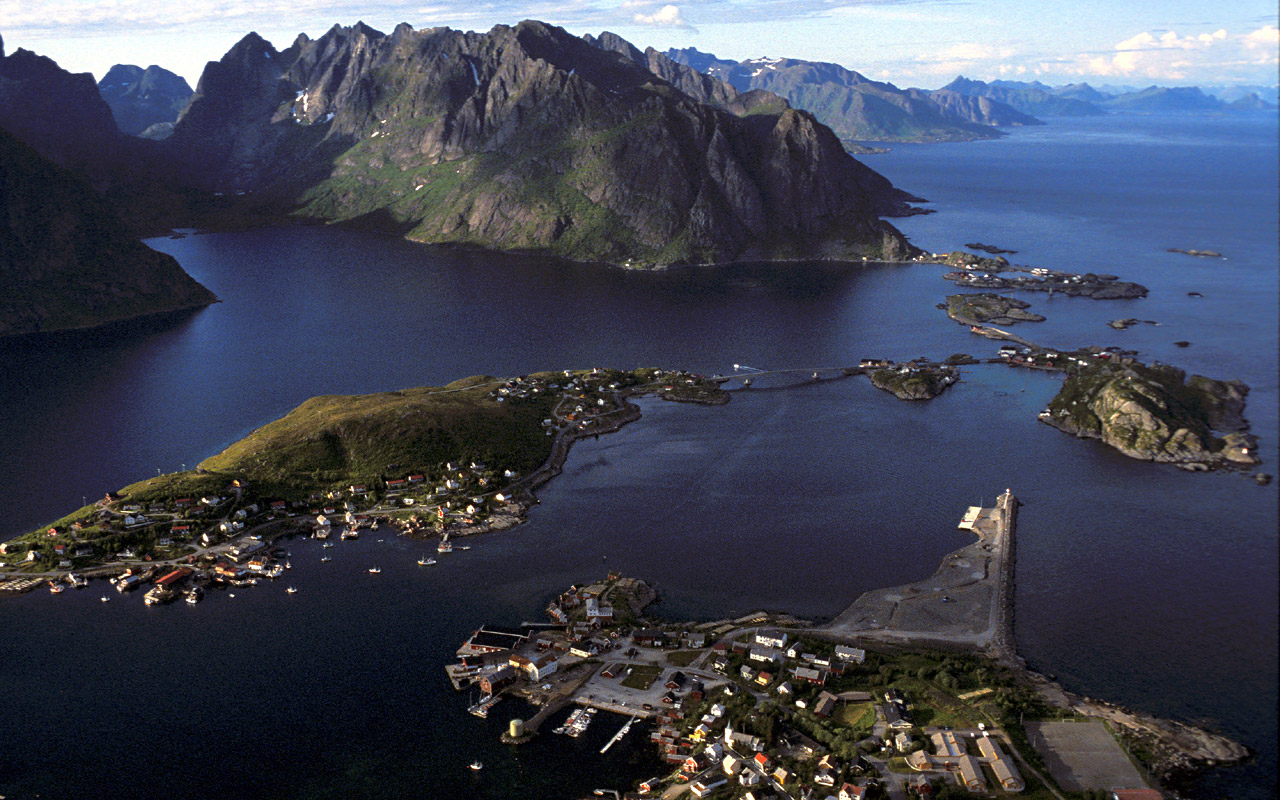
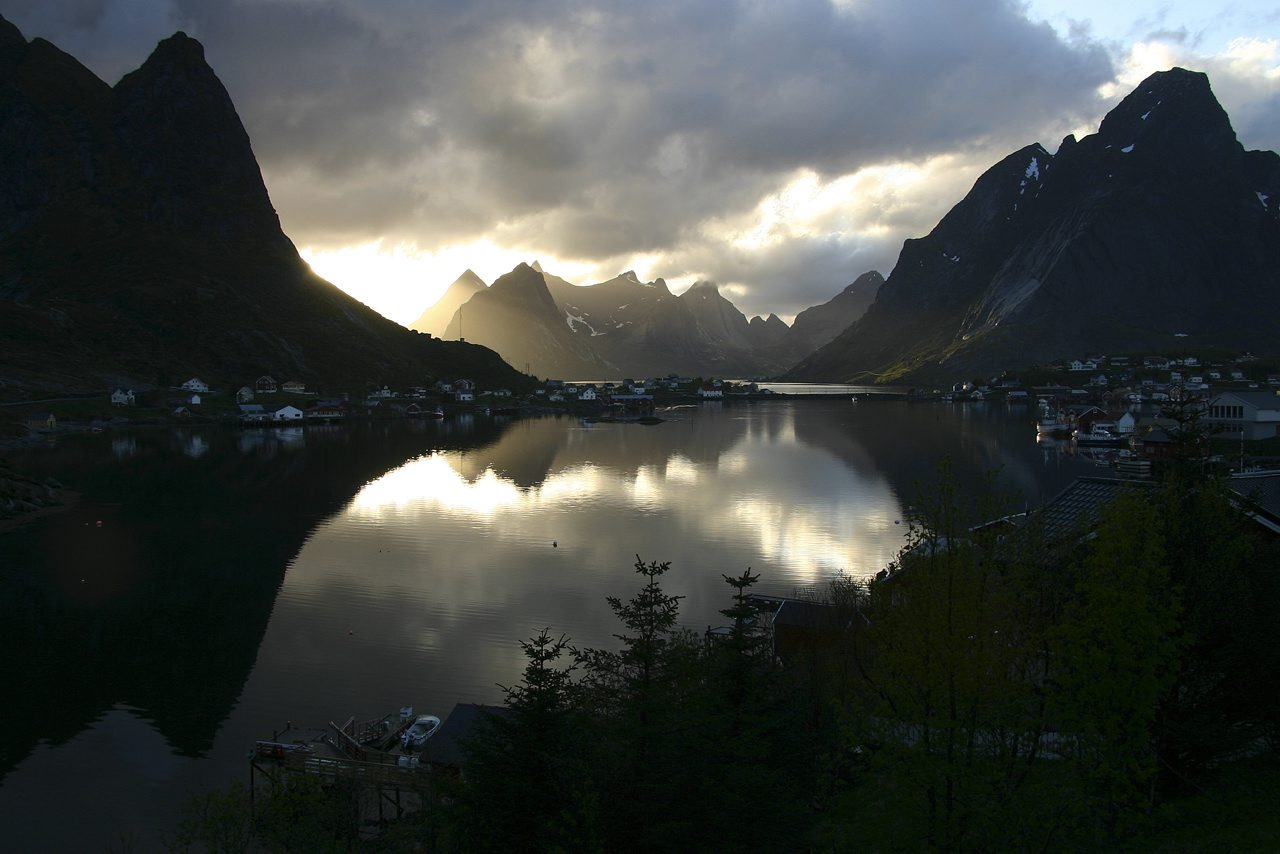
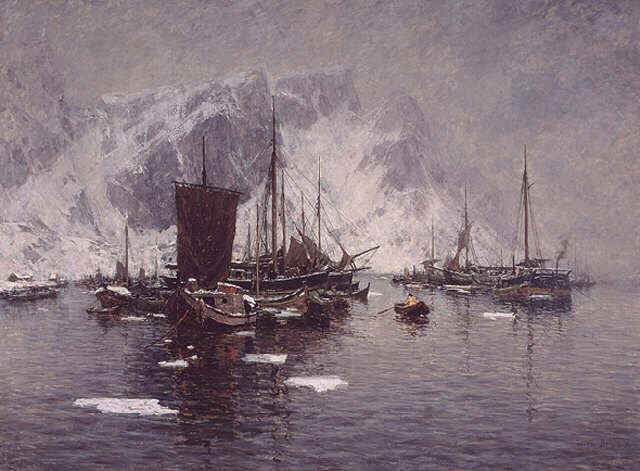
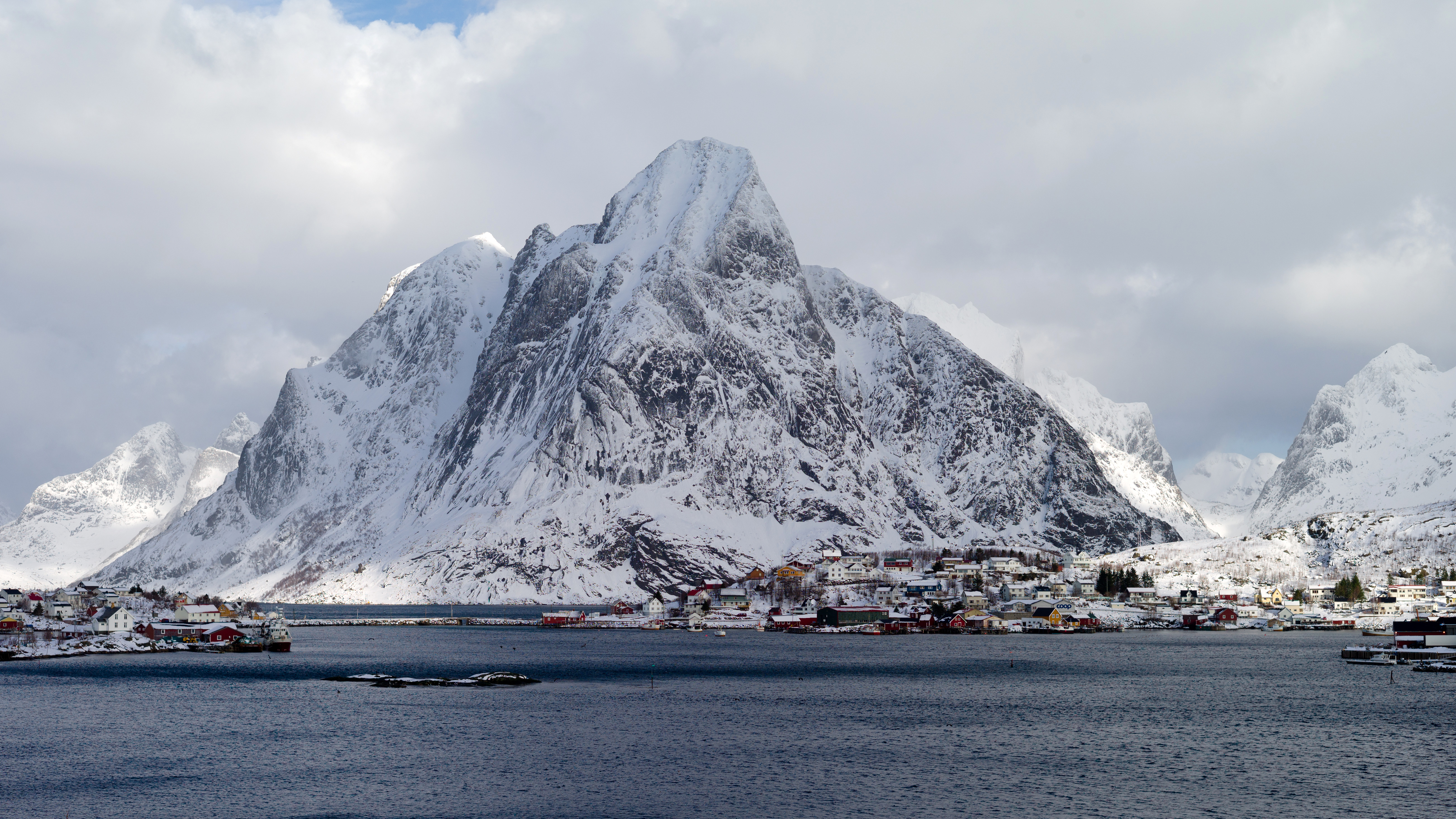
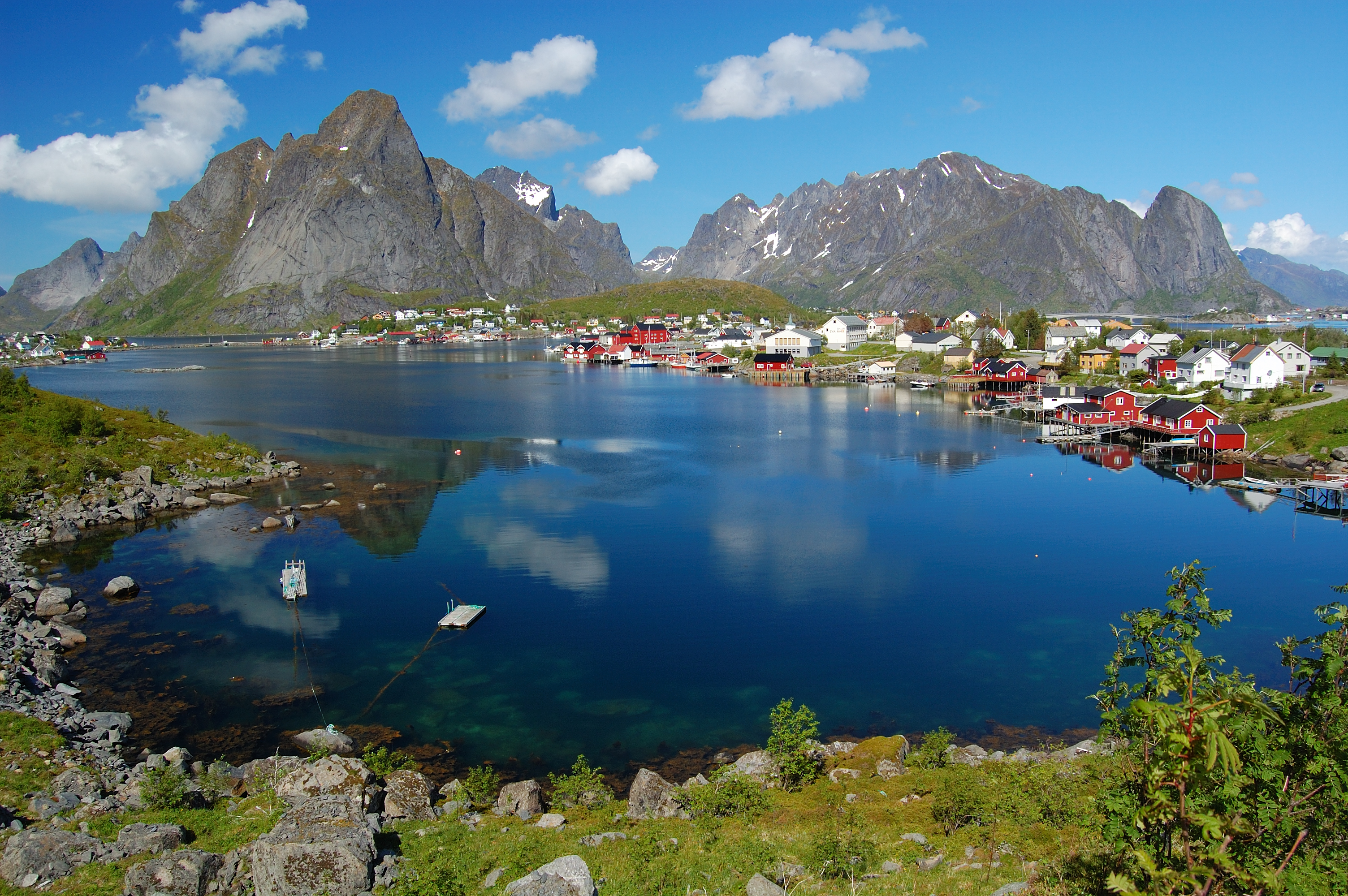